# New Super Mario Bros. U
New Super Mario Bros. U (ニュー・スーパーマリオブラザーズ・U, Nyū Sūpā Mario Burazāzu Yū) é um jogo eletrônico de plataforma desenvolvido e publicado pela Nintendo. Foi anunciado em junho de 2012 na conferência pré-E3 da Nintendo, e foi lançado para Wii U como um título de lançamento em 18 de novembro de 2012 na América do Norte, em 30 de novembro na Europa e Austrália, e em 8 de dezembro no Japão. O jogo é totalmente em plataforma 2D, fazendo uso do Wii U Gamepad para até 4 jogadores simultâneos.
O jogo recebeu críticas positivas e é um dos jogos mais vendidos do Wii U. Uma versão aprimorada, intitulada New Super Mario Bros. U Deluxe, foi lançada para Nintendo Switch em 11 de janeiro de 2019.

## Enredo
Em uma mudança de ritmo de sua rotina habitual, Bowser, juntamente com os Koopalings, decide invadir o castelo da Princesa Peach, usando um braço mecânico gigante para jogar Mario, Luigi, e os Toads, para longe de Mushroom Kingdom. Então Mario e seus amigos devem se aventurar por 7 reinos procurando o caminho de volta ao castelo para parar os planos de Bowser e salvar a Princesa Peach. E passando por 82 fases distribuidas em 9 mundos.

## Jogabilidade
O videogame tem jogabilidade similar à de seus antecessores, especialmente New Super Mario Bros. Wii, podendo ser jogado por até quatro pessoas com Mario, Luigi, Toad Azul e Toad Amarelo. No entanto, o primeiro jogador poderá escolher o personagem com qual jogará, além de poder usar seu Mii.
New Super Mario Bros. U apresenta um novo item para power-up, a Supernoz, que dá ao jogador uma roupa de esquilo voador. O Mario Esquilo-Voador pode planar pelo ar (semelhante ao Mario Guaxinim, estreado em Super Mario Bros. 3), e se agarrar em paredes. Supercogumelos, Flores de Fogo, Flor de Gelo, Minicogumelos e estrelas também estão presentes.
Yoshis Bebês retornam de Super Mario World, mas não podem crescer, tendo agora habilidades especiais. Yoshis Rosa podem inflar e flutuar quando o Gamepad do Wii U é chacoalhado; Yoshi Amarelo pode iluminar áreas escuras e atordoar inimigos agitando o controlador; e Yoshis Azuis cospem bolhas azuis para prender inimigos e transformá-los em moedas.
O mapa da área será único (diferente dos mapas de outros jogos da série, que são divididos em diferentes telas), contendo vários lugares com temas e nomes específicos, como em Super Mario World.
New Super Mario Bros. U tem um novo modo de jogo chamado Partida Turbo, no qual o jogador passa por níveis randômicos de rolagem automática, coletando moedas para aumentar a velocidade do movimento. Um jogador usando o Gamepad do Wii U pode criar plataformas, interagir com objetos, atrapalhar inimigos e estourar bolhas tocando na tela do controlador.

## New Super Luigi U
Foi lançado, em 2013, um DLC para o jogo, chamado New Super Luigi U, para homenagear o irmão de Mario. O objetivo é o mesmo, porém as fases são novas e deve passá-las em nada mais que 100 segundos.
No lugar de Mario, foi incluído o personagem Coelharápio (o coelho que rouba itens). É ideal para jogadores com dificuldade nesse jogo, pois, diferente dos outros personagens jogáveis (encostou em um inimigo, dependendo da forma que estão, ou perdem o item, encolhem ou perdem uma vida), o Coelharápio é invencível (exceto se cair em um abismo, em lava ou esmagado por paredes móveis). E diferente de Luigi e dos Toads, ele não pode usar itens, apenas roubá-los; exceto pelas superestrelas.
New Super Luigi U conta com um tempo de fases curto chegando a ser 100 segundos, menor que em New Super Mario Bros. U .

## New Super Mario Bros U Deluxe
No dia 11 de Janeiro de 2019 foi lançado o jogo New Super Mario Bros U Deluxe para Nintendo Switch. O jogo contém a Super Coroa, item exclusivo do jogo para a personagem Toadette. O jogo também inclui o personagem Coelharápio de New Super Luigi U.